# Trịnh Thị Loan
Đoan Mục hoàng thái hậu (端穆皇太后, 1488 - 1527), tên thật là Trịnh Thị Loan (鄭氏鸞), là một hoàng thái hậu nhà Hậu Lê. Bà là chính phi của Cẩm Giang Vương Lê Sùng (黎漴), anh trai của hoàng đế Lê Tương Dực, đồng thời là mẹ đẻ của 2 vị hoàng đế Lê Chiêu Tông và Lê Cung Hoàng.

## Tiểu sử
Trịnh Thị Loan là người xã Phi Quan, huyện Thanh Đàm, nay là xã Phi Bạo, huyện Thanh Chương, Nghệ An. Được tuyển vào phủ làm phi cho Cẩm Giang vương Lê Sùng, sinh ra Lê Chiêu Tông và Lê Cung Hoàng. Cẩm Giang vương Sùng bị anh họ là vua Lê Uy Mục giết năm 1509 do em Sùng là Giản Tu công Lê Oanh lấy danh nghĩa Lê Sùng nổi quân chống triều đình. Cùng năm này, Giản Tu công đem quân về Kinh sư giết Uy Mục, tự lập làm Hoàng đế, tức Lê Tương Dực.
Năm 1516, vua Lê Tương Dực bị Nguyên quận công Trịnh Duy Sản giết. Duy Sản cùng các huân cựu tôn thất, đại thần lập con trưởng Cẩm Giang vương với bà Trịnh Thị Loan là Lê Y lên ngôi, tức vua Lê Chiêu Tông. Mùa xuân năm 1517, Chiêu Tông truy tôn Lê Sùng làm Minh Tông Triết hoàng đế (明宗哲皇帝), bà trở thành Hoàng thái hậu.
Do sự chuyên quyền của Mạc Đăng Dung, Lê Chiêu Tông quyết định cùng Phạm Hiến và Phạm Thứ, lên kế hoạch trốn khỏi Thăng Long để tìm Trịnh Tuy chống lại Mạc Đăng Dung. Đêm 27 tháng 7, năm Quang Thiệu thứ 7 (1522), Chiêu Tông cùng họ trốn khỏi Thăng Long, bỏ lại ngôi vị, bá quan văn võ, em trai là Lê Xuân cùng bà Trịnh thái hậu đều không hay biết. Bà khóc rằng: Đứa con thứ 2 này của ta ắt phải lên ngôi vị, bà già này lại bị người khác giả danh thác mệnh, bị người ta đàm luận. Nhưng còn xã tắc thì biết làm sao đây?.
Mạc Đăng Dung liền lập em trai Chiêu Tông là Lê Xuân lên kế vị, tức Lê Cung Hoàng, rước bà về Hồng Thị ở Hải Dương. Năm Thống Nguyên thứ 2 (1523) thì rước về kinh đô. Lúc này, chính quyền Đại Việt đã hoàn toàn phó mạc cho Mạc Đăng Dung, tuy vẫn còn sự chống trả yếu ớt của Chiêu Tông đang hợp binh ở ngoài Thăng Long.
Năm 1526, Mạc Đăng Dung dẫn quân đánh Thanh Hóa, bắt Chiêu Tông đem về giam ở phường Đông Hà. Đầu năm 1527, Đăng Dung sai Bái Khê bá Phạm Kim Bảng bí mật giết vua Chiêu Tông. Giữa năm 1527, Đăng Dung cướp ngôi, Lê Xuân bị phế làm Cung vương (恭王) và bị giam cùng với Trịnh thái hậu ở cung Tây Nội, không cho ăn uống gì, cả hai phải xé áo mà nhai. Vài tháng sau, Đăng Dung sai người đem đến tấm lụa vàng, bắt phải tự tử. Thái hậu khấn trời rằng: Đăng Dung là kẻ bề tôi, manh tâm cướp ngôi, lại giết mẹ con ta, ngày sau con cháu nó cũng lại bị như thế. Nói rồi, Thái hậu cùng hoàng đế thắt cổ chết.
Mạc Đăng Dung sai đem xác hai người để phơi ngoài quán Bắc Sứ, rồi đưa về chôn ở lăng Hoa Dương, huyện Ngự Thiên theo nghi lễ của thiên tử và hoàng thái hậu (nay ở xã Phú Sơn huyện Hưng Hà tỉnh Thái Bình có điện Thừa Hưu tức là chỗ đó).
Về sau, Thế Tông Nghị hoàng đế trung hưng, truy tôn thụy hiệu cho bà thành Đoan Mục Triết hoàng hậu (端穆慈哲皇后).